# Musée du Veinazès
Le musée du Veinazès est un musée ethnographique français situé à Lacapelle-del-Fraisse, au sud ouest du département du Cantal, en France.

## Localisation
Au-sud-ouest du département, le Veinazès est un territoire constituant une partie de la Châtaigneraie cantalienne.

## Collections
Le musée présente la vie rurale au XXe siècle dans l'ancien canton de Montsalvy. On y expose sur plus de 600 m² des ateliers ruraux, des outils et machines agricoles (tracteurs, moteurs, locomobile) qui s'animent pendant la visite, des ateliers artisanaux (menuiserie, forge, saboterie), des commerces (Au Petit Bazar - Souvenirs d'Auvergne) et de l'art populaire (brut, naïf, singulier).
Chaque année, des expositions temporaires racontent l'histoire du pays du Veinazès,.
Ce musée propose des visites guidées (14h30, 16 heures et 17h30 selon les périodes d'ouverture).
En 2022, le musée participe à la Nuit européenne des musées et ajoute des vitrines d'une ancienne boutique,.

## Galerie

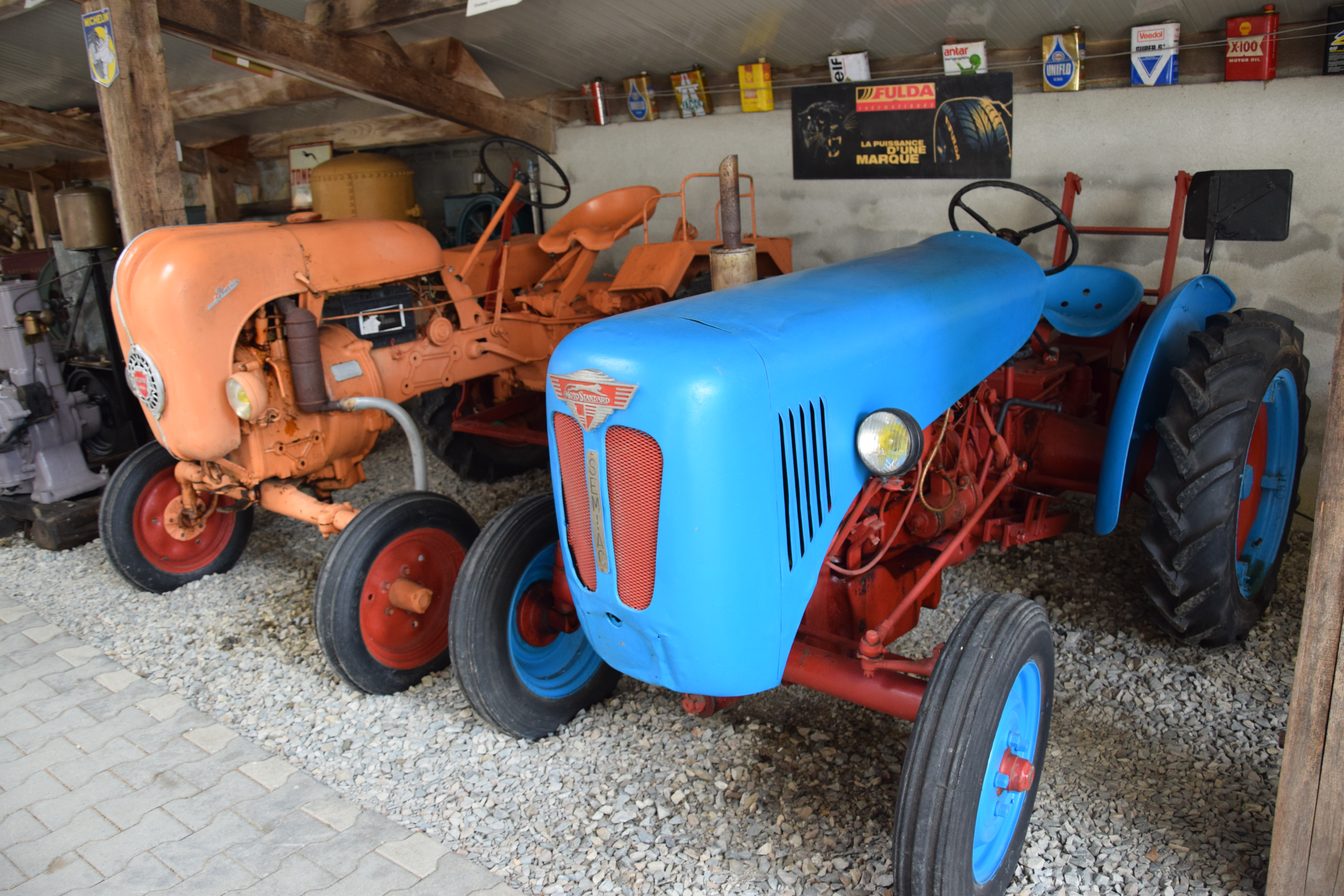
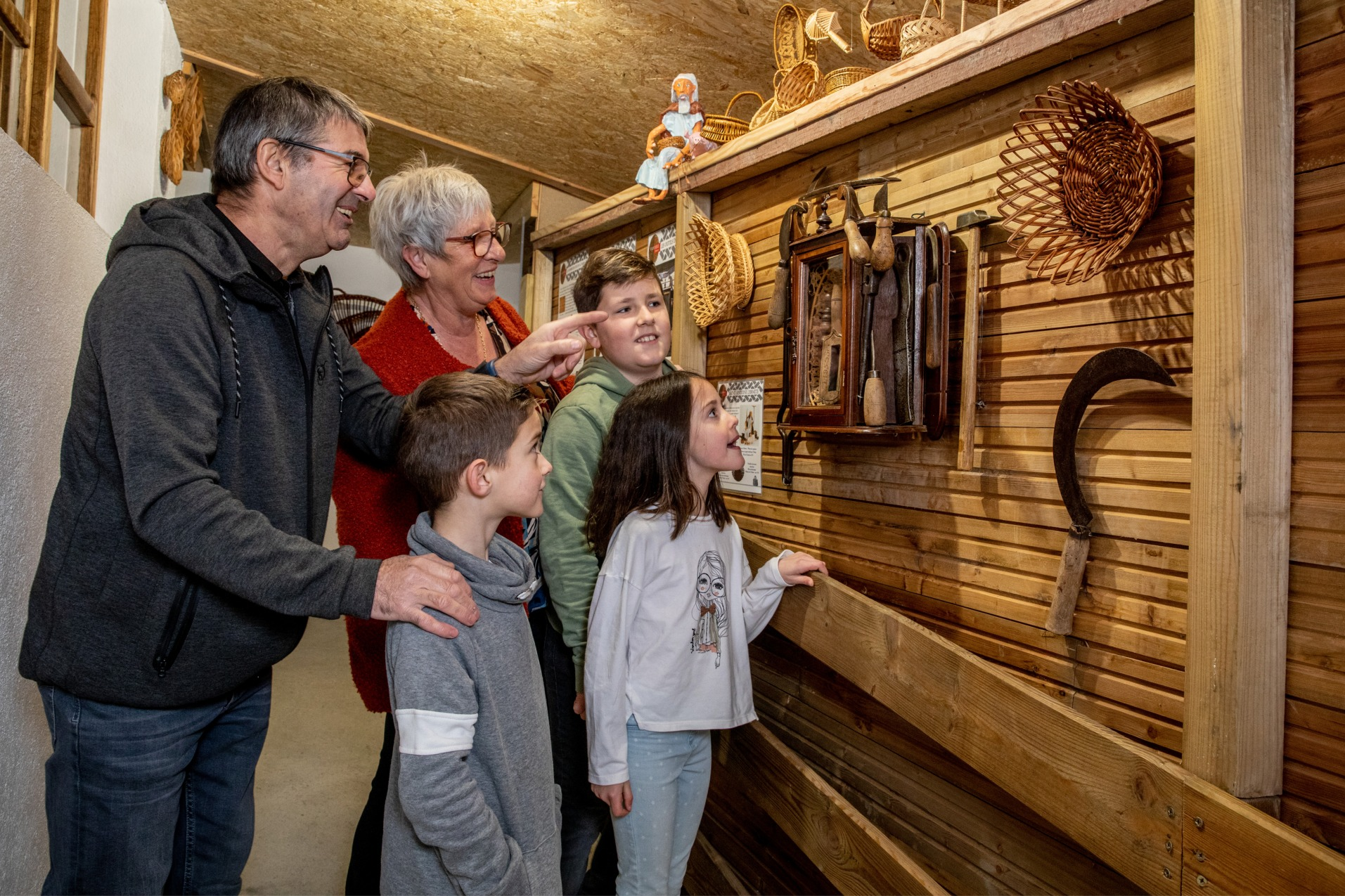

## Localisation
Il est situé à proximité de la RD 920, à l'est du hameau de Lacaze.
Il est ouvert en avril, mai, juin et septembre les mercredis, vendredis, dimanches et jours fériés à partir de 14 heures.
Il est ouvert tous les après-midis en juillet et août à partir de 14 heures. Prévoir 1h30 de visite.